# Engin blindé de reconnaissance et de combat
Pour les articles homonymes, voir Jaguar (homonymie).
L'Engin blindé de reconnaissance et de combat (EBRC) « Jaguar » est un véhicule militaire blindé de reconnaissance à six roues motrices de nouvelle génération ayant vocation à s'intégrer dans des combats en zone urbaine ou montagneuse,. Il est conçu et construit par un consortium d'entreprises françaises. Il est entré en service en 2022. L'Armée française doit recevoir un total de 300 exemplaires jusqu'en 2035.

## Développement et production

### Genèse
En 2010, l'armée française souhaitait remplacer ses chars légers à roues AMX-10 RC et ERC-90 Sagaie, devant arriver en fin de vie à l'horizon 2024, par un nouveau char léger, plus performant et mieux protégé.
Alors que Panhard a imaginé le Sphinx, Nexter planche sur un véhicule à roues 6×6 modulaire, sur lequel il sera possible d'ajouter des éléments en fonction des missions à effectuer.
Développée en synergie avec le projet de véhicule blindé multi-rôles, la version de Nexter est choisie. Cela permet d'avoir 70 % de ses équipements en commun et ainsi de réduire les coûts.

### Développement
La Direction générale de l'Armement (DGA) a confié son développement en 2014 aux sociétés Nexter, Arquus et Thales, associées dans un Groupement momentané d'entreprises (GME). En 2016, la DGA prévoyait de commander 248 EBRC. Une tranche de 20 véhicules de présérie a été commandée en avril 2017. La loi de programmation militaire 2019-2025 portait le nombre prévisionnel d'EBRC à 300 unités à l'horizon 2030.
L'achat de ce véhicule entre dans le cadre du programme Scorpion destiné à moderniser l'arme blindée et cavalerie de l'armée de Terre, avec la modernisation des chars Leclerc et le remplacement des Véhicules de l'avant blindé (VAB) par le véhicule blindé multirôle (VBMR) Griffon.
Le Jaguar a été qualifié dans son standard 2 en 2024. Le développement du standard 3, intégrant le missile AKERON MP, est en cours et devrait être qualifié fin 2025, en vue d’une appropriation par les forces début 2026.

### Production
Les engins sont assemblés dans l'usine Nexter de Roanne.
20 exemplaires de présérie ont été livrés en décembre 2021 au 1er régiment de chasseurs d'Afrique (1er RCA), à Canjuers, chargé de la formation de tous les régiments destinataires. Un premier lot de 18 exemplaires de série a été livré en mai 2022 au profit du 1er régiment étranger de cavalerie (1er REC). 22 engins ont été livrés en 2023, notamment au profit du régiment d'infanterie chars de marine (RICM).
60 exemplaires au total avaient été livrés à l'armée française au 31 décembre 2023. Il était prévu 33 livraisons en 2024, puis un rythme régulier qui conduirait à un parc d'environ 200 EBRC dans l'armée française à l'horizon 2030. Le solde du programme doit être livré au cours de la période 2031-2035.

## Caractéristiques

### Disposition générale
L'agencement du Jaguar est classique pour un véhicule de reconnaissance de conception française. Le pilote est à l’avant de la caisse au centre. La tourelle biplace CTA‑40M est au milieu, et le groupe motopropulseur implanté à l’arrière.
Entre autres, l'équipage dispose d'un total de six extincteurs pour faire face aux différents types d'incendie capable de survenir.

### Mobilité

#### Motorisation
Le groupe motopropulseur (GMP) est installé à l'arrière de la caisse, il est composé d'un moteur Diesel Volvo HDE 11 et d'une boîte de vitesses automatique ZF à sept rapports. Le moteur HDE 11 est un moteur Diesel à six cylindres en ligne d'une cylindrée de 11 l, suralimenté par turbocompresseur, il développe une puissance de 490 ch et répond à la norme européenne d'émissions Euro 3.
La boîte de transfert est dotée d'un système d’inverseur permettant au Jaguar de reculer dans une côte de 10 % à une vitesse de 25 km/h.
La capacité en carburant est de 500 l dont 380 l sont emportés dans un réservoir situé à l’avant droit, entre les premier et deuxième essieux, à l’extérieur de la cellule de survie de la caisse.

#### Train de roulement
Le train de roulement du Jaguar est de type "6 × 4 crabotable 6 × 6" : les quatre roues arrière sont motrices et les deux roues avant peuvent le devenir sur demande du pilote. Les essieux avant et arrière sont directionnels, mais jusqu’à une vitesse d’environ 20 km/h pour l'arrière afin d’obtenir un rayon de braquage de 17 m. Les trois essieux sont équipés d’une suspension oléopneumatique indépendante à grand débattement. Produite par Quiri, elle permet une aisance en tout-terrain supérieure à celle de ses prédécesseurs, tout en procurant une grande stabilité lors du tir en marche.
Les suspensions sont équipées d’un système de variation de garde au sol. Les six pneumatiques Michelin 14.00 R20 sont équipés d'un dispositif de roulage à plat Hutchinson et leur pression peut être adaptée en fonction de la nature du terrain à partir du poste de pilotage grâce au système VPG (Variation de Pression de Gonflage). Environ 70 % des équipements sont communs avec ceux du VBMR Griffon, dont la suspension produite par Quiri à Strasbourg, les interphones Elips d'Elno à Argenteuil et le détecteur acoustique de tir Pilar V de Metravib Defence à Lyon.

### Protection

#### Passive
Le Jaguar est conçu autour d’une architecture en « cellule de survie », focalisant la protection sur l'équipage, permettant de protéger ce dernier jusqu’à un haut niveau de menace. Une attention particulière a été apportée à la mobilité résiduelle afin de garder la possibilité de se déplacer malgré un endommagement.
La caisse est plus haute de 25 cm par rapport à celle de l’AMX‑10RC, car optimisée contre les explosions de mines et EEI contenant jusqu’à 8 kg de TNT. La caisse est faite d'un assemblage de tôles mécano-soudées en aluminium recouvert de plaques de surblindage en acier à très haute dureté, de céramique, ou de fibres aramides. Ce blindage répond au niveau 4 de la norme OTAN de protection STANAG 4569 correspondant à une protection contre les balles perforantes incendiaires de calibre 14,5 mm ainsi que les éclats d’obus d'artillerie de calibre 155 mm détonnant à 30 m.

#### Active
De part et d’autre de la tourelle et à l'arrière de la caisse se trouvent des lanceurs de 80 mm GALIX couplés au système de détection d’alerte laser implanté sur la tourelle. Il côtoie le détecteur de départ de missile, de même que le système de localisation acoustique terrestre (SLAT) Pilar V de Metravib Defence, le brouilleur radio BARAGE (Brouilleur Anti-IED Réactifs Actifs Goniométriques) de Thales et un brouilleur infrarouge.

### Armement et équipement

#### Armement principal
Le Jaguar emporte trois types d’armement : un canon à tir rapide 40 CTC de calibre 40 mm conçu par le consortium franco-britannique CTA International (CTAI). Ce canon compact tirant des munitions télescopées dispose d'une capacité de pointage en site élevée de 45 degrés conférant au Jaguar la capacité de tirer sur des aéronefs lents ainsi que vers les étages supérieurs d'un immeuble en zone urbaine. Sa cadence de tir maximale est de 200 obus par minute, trois modes de tir sont disponibles : coup par coup, par rafales de trois ou de cinq coups. L’éjection des douilles s’effectue sur le flanc gauche de la tourelle. Soixante-trois obus sont prêts au tir dans un convoyeur à munitions situé devant le chef d'engin. Quatre-vingt obus supplémentaires sont placés contre les parois de la caisse dont cinq directement à proximité du tireur, enfin quarante obus sont logés dans un compartiment blindé à l'avant de la caisse, à l'extérieur de la cellule de survie. Quatre types de munition peuvent être tirés, dont la munition-flèche OFLT capable de percer 70 mm d'acier à blindage sous une incidence de 60 degrés à une distance de 1 500 m. Les obus explosifs traçants (OET) et OET CHR (CHRonométrie) sont capables de traverser 20 cm de béton armé à 500 m.

#### Armement secondaire
Sur le flanc gauche est implanté le lanceur haussable dans lequel se trouvent deux missiles antichars AKERON MP, superposés et prêts à l’emploi. Deux autres missiles sont embarqués dans un coffre situé à l’arrière de la caisse, derrière le groupe motopropulseur. Le missile MMP autorise l’engagement d’objectifs jusqu’à une portée de 4 km, y compris au-delà de la vue directe en permettant de tirer derrière un obstacle, tout en ayant la possibilité de changer d’objectif en vol afin de traiter une menace inopinée grâce une recopie de visée intégrée.
Un tourelleau téléopéré (TTOP) Arquus T3 est monté sur le toit, à l'avant gauche de la tourelle, il est armé d’une mitrailleuse MAG 58 de 7,62 mm. Il diffère des TTOP T1 et T2 montés sur les Griffon et Serval de par son architecture intégrant un viseur panoramique PASEO de Safran monté sur une couronne indépendante qui peut être manœuvrée par le chef d’engin et le tireur. Le tourelleau T3 opère donc selon trois axes : l’un pour le viseur PASEO, le second pour la mitrailleuse et le troisième pour le canon de calibre 40 mm.

## Versions
- Jaguar Kiosque : véhicule école destiné à la formation des pilotes de l'EBRC Jaguar, la tourelle est remplacée par une cabine pouvant accueillir deux instructeurs.

EBRC Jaguar - mars 2022
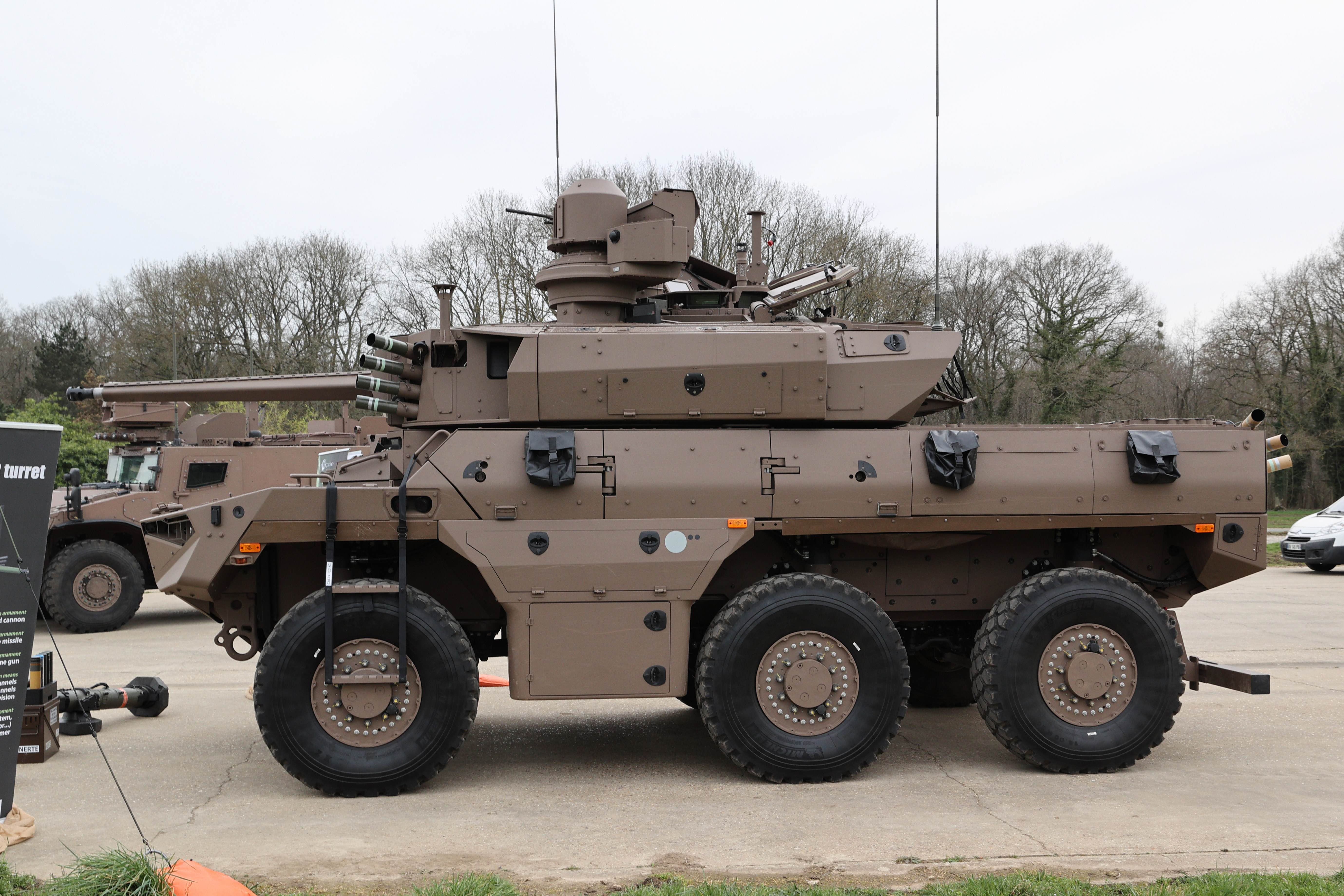
vue de gauche
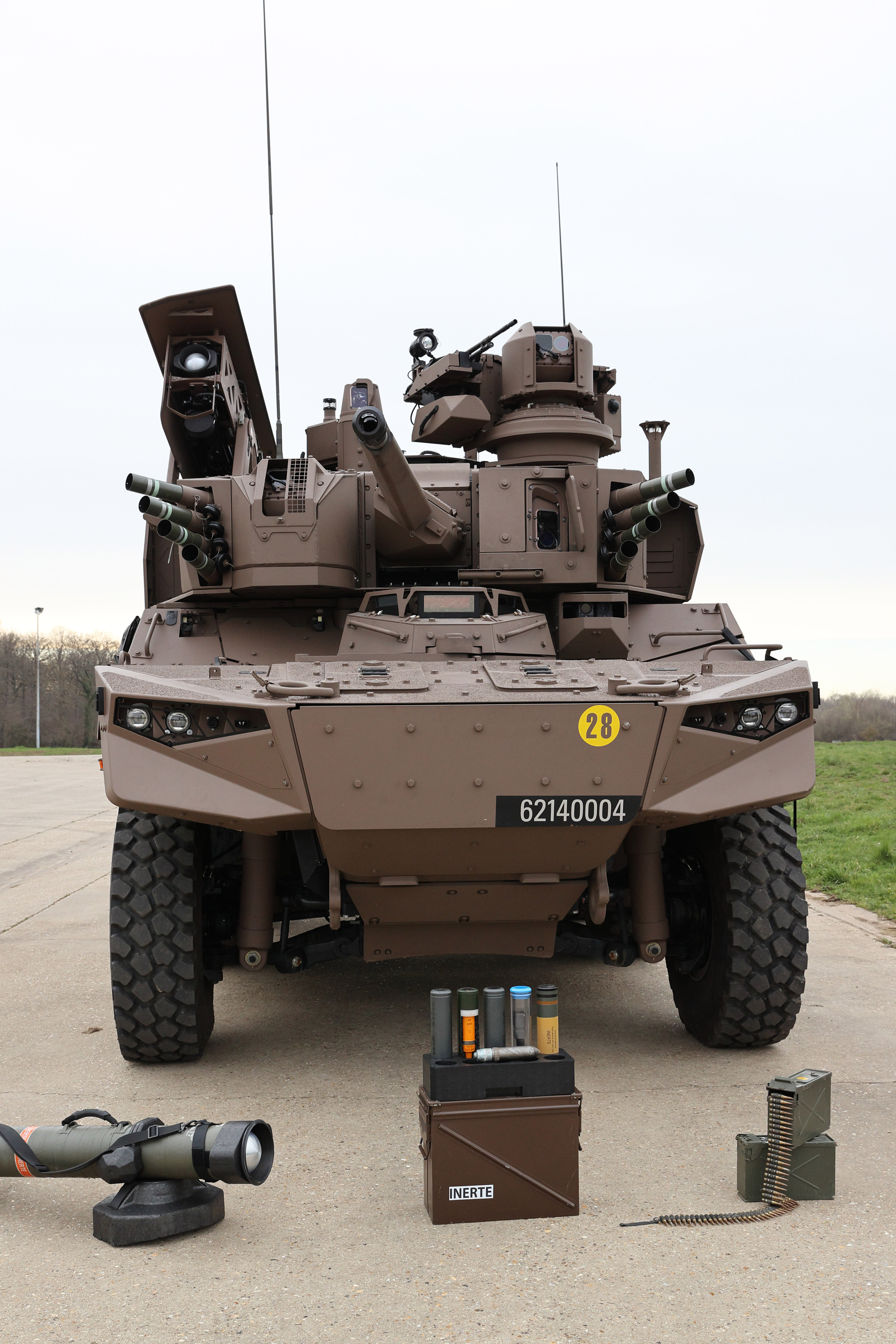
vue avant
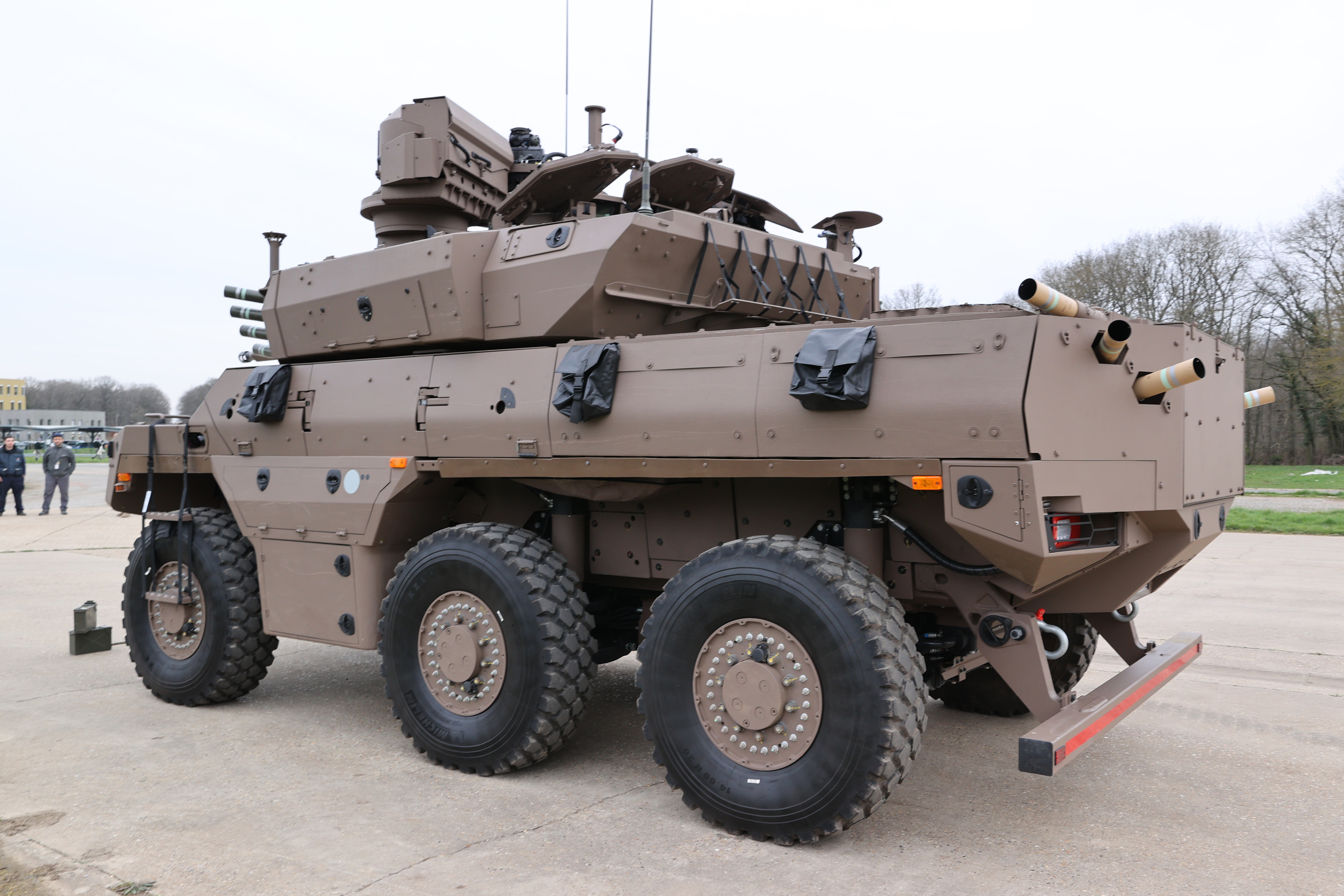
vue arrière gauche

## Utilisateurs
- France : environ 120 véhicules prévus à l'horizon 2025, 200 en 2030, et 300 en 2035[7]. Ils sont destinés à remplacer l'ERC-90 Sagaie, l'AMX-10 RC et le VAB HOT au sein de l'Armée de terre[25]. Au 31 décembre 2023, la DGA en avait réceptionné 60 exemplaires[15].
- Belgique : 60 exemplaires commandés dans le cadre du programme CAMO (CApacité MOtorisée) pour la Composante terre et livrés entre 2025 et 2030[26]. La commande a été officialisée le 26 octobre 2018 par le Premier ministre de Belgique Charles Michel après la signature d'une lettre d'intention le 22 juin 2017[27]. Après avoir tenté d'imposer sa tourelle[28], le groupe CMI Defence de Seraing sera chargé de l'assemblage final de la tourelle de 40 mm ainsi que de la maintenance et de la formation[29],[30]. Les tourelleaux téléopérés seront produits par FN Browning group tandis que Mecar (filiale belge du groupe Nexter) développera et fournira une partie des munitions[29],[30].

### Futur et potentiel opérateur
Luxembourg : 38 EBRC Jaguar font partie du projet de loi d'acquisition pour l'armée luxembourgeoise.